# Liste des membres de la quinzième législature du Landtag de Sarre
Cette liste présente les 51 députés de la 15e législature du Landtag de Sarre au moment de leur élection le 25 mars 2012. Il est précisé si le député est élu dans l'une des trois circonscriptions plurinominales ou issu de la liste régionale de son parti.

## Répartition des sièges
| SL Landtagswahl 2012.svg |                                              |                      |                       |             |
| Parti                    | Parti                                        | Circonscriptions (%) | Listes régionales (%) | Total (%)   |
|                          | Union chrétienne-démocrate d'Allemagne (CDU) | 17 (33,33)           | 2 (3,92)              | 19 (37,25)  |
|                          | Parti social-démocrate d'Allemagne (SPD)     | 14 (27,45)           | 3 (5,88)              | 17 (33,33)  |
|                          | Die Linke (Linke)                            | 7 (13,72)            | 2 (3,92)              | 9 (17,65)   |
|                          | Parti des pirates (Piraten)                  | 3 (5,88)             | 1 (1,96)              | 4 (7,84)    |
|                          | Alliance 90 / Les Verts (Grünen)             | 0 (0,00)             | 2 (3,92)              | 2 (3,92)    |
| Total                    | Total                                        | 41 (80,39)           | 10 (19,61)            | 51 (100,00) |

## Élus
| Circonscription   | Nom | Nom                        | Parti   |
| ----------------- | --- | -------------------------- | ------- |
| 01 (Sarrebruck)   |     | Andreas Augustin           | Piraten |
| 01 (Sarrebruck)   |     | Christiane Blatt           | SPD     |
| 01 (Sarrebruck)   |     | Ulrich Commerçon           | SPD     |
| 01 (Sarrebruck)   |     | Peter Jacoby               | CDU     |
| 01 (Sarrebruck)   |     | Rolf Linsler               | Linke   |
| 01 (Sarrebruck)   |     | Klaus Meiser               | CDU     |
| 01 (Sarrebruck)   |     | Isolde Ries                | SPD     |
| 01 (Sarrebruck)   |     | Gisela Rink                | CDU     |
| 01 (Sarrebruck)   |     | Volker Schmidt             | SPD     |
| 01 (Sarrebruck)   |     | Astrid Schramm             | Linke   |
| 01 (Sarrebruck)   |     | Peter Strobel              | CDU     |
| 01 (Sarrebruck)   |     | Bernd Wegner               | CDU     |
| 02 (Sarrelouis)   |     | Monika Bachmann            | CDU     |
| 02 (Sarrelouis)   |     | Petra Berg                 | SPD     |
| 02 (Sarrelouis)   |     | Dagmar Ensch-Engel         | Linke   |
| 02 (Sarrelouis)   |     | Frank Finkler              | CDU     |
| 02 (Sarrelouis)   |     | Günter Heinrich            | CDU     |
| 02 (Sarrelouis)   |     | Reinhold Jost              | SPD     |
| 02 (Sarrelouis)   |     | Georg Alfred Jungmann      | CDU     |
| 02 (Sarrelouis)   |     | Helma Kuhn-Theis           | CDU     |
| 02 (Sarrelouis)   |     | Oskar Lafontaine           | Linke   |
| 02 (Sarrelouis)   |     | Heiko Maas                 | SPD     |
| 02 (Sarrelouis)   |     | Michael Neyses             | Piraten |
| 02 (Sarrelouis)   |     | Anke Rehlinger             | SPD     |
| 03 (Neunkirchen)  |     | Günter Becker              | CDU     |
| 03 (Neunkirchen)  |     | Pia Döring                 | Linke   |
| 03 (Neunkirchen)  |     | Elke Eder-Hippler          | SPD     |
| 03 (Neunkirchen)  |     | Ralf Georgi                | Linke   |
| 03 (Neunkirchen)  |     | Tobias Hans                | CDU     |
| 03 (Neunkirchen)  |     | Michael Hilberer           | Piraten |
| 03 (Neunkirchen)  |     | Magnus Jung                | SPD     |
| 03 (Neunkirchen)  |     | Gisela Kolb                | SPD     |
| 03 (Neunkirchen)  |     | Hans Ley                   | CDU     |
| 03 (Neunkirchen)  |     | Ruth Meyer                 | CDU     |
| 03 (Neunkirchen)  |     | Stefan Pauluhn             | SPD     |
| 03 (Neunkirchen)  |     | Gaby Schäfer               | CDU     |
| 03 (Neunkirchen)  |     | Hermann-Josef Scharf       | CDU     |
| 03 (Neunkirchen)  |     | Barbara Spaniol            | Linke   |
| 03 (Neunkirchen)  |     | Sebastian Thul             | SPD     |
| 03 (Neunkirchen)  |     | Stephan Toscani            | CDU     |
| 03 (Neunkirchen)  |     | Günter Waluga              | SPD     |
| / Liste régionale |     | Heinz Bierbaum             | Linke   |
| / Liste régionale |     | Hans-Peter Kurtz           | SPD     |
| / Liste régionale |     | Heike Kugler               | Linke   |
| / Liste régionale |     | Annegret Kramp-Karrenbauer | CDU     |
| / Liste régionale |     | Jasmin Maurer              | Piraten |
| / Liste régionale |     | Simone Peter               | Grünen  |
| / Liste régionale |     | Eugen Roth                 | SPD     |
| / Liste régionale |     | Roland Theis               | CDU     |
| / Liste régionale |     | Hubert Ulrich              | Grünen  |
| / Liste régionale |     | Margriet Zieder-Ripplinger | SPD     |